# Бессонов, Георгий Евдокимович
Георгий Евдокимович Бессонов (18 августа 1915, Верхневилюйск — 4 октября 2005, Тойбохой) — учитель Тойбохойской средней школы Сунтарского улуса. Герой Социалистического Труда.

## Биография
Родился 18 августа 1915 года в селе Верхневилюйск, ныне Верхневилюйского улуса Республики Саха (Якутия). Русский.
Окончил Эльгяйскую школу. В 1932 году окончил Вилюйский педагогическое училище им. Н. Г. Чернышевского. В сентябре 1932 года назначен старшим пионервожатым в Шеинскую школу Сунтарского района (ныне — улуса).
В 1935 году был переведён учителем биологии в школу села Тойбохой того же района. В этой школе Георгий Евдокимович Бессонов проработал 70 лет(!). В 1935 году создал в Тойбохойской школе первый в Якутии уголок живой природы, а в 1936 году — первый в республике школьный краеведческий музей.
На базе учебно-опытного участка Бессоновым в 1947 году впервые в Якутии было заложено начало декоративному садоводству. В 1957 году он основал первый в республике ботанический сад, в котором собран огромный исходный материал для селекции сельскохозяйственных культур. Площадь сада составляет 25 га.
С 2002 года Г. Е. Бессонов работал старшим научным сотрудником Тойбохойского историко-краеведческого музейного комплекса.
Жил и работал в селе Тойбохой в Сунтарском улусе Республики Саха (Якутия). Скончался 4 октября 2005 года.

## Память
- С декабря 2005 года Тойбохойский историко-краеведческий комплекс носит имя Г. Е. Бессонова.
- Его имя присвоено ювелирному алмазу, добытому в 2005 году.
- С 2006 года в Якутии учреждена ежегодная Государственная премия Республики Саха (Якутия) им. Г. Е. Бессонова учителям биологии, экологии, педагогам дополнительного образования за достижения в области краеведения, юннатского движения, музейного дела и воспитания экологической культуры.

## Награды и звания
- Указом Президиума Верховного Совета СССР от 1 июля 1968 года за большие заслуги в деле обучения и коммунистического воспитания учащихся присвоить Бессонову Георгию Евдокимовичу присвоено звание Героя Социалистического Труда с вручением ордена Ленина и Золотой медали «Серп и Молот».
- Награждён двумя орденами Ленина, орденом Трудового Красного Знамени, медалями.
- Четырежды был участником ВДНХ, имеет Большую золотую и серебряную медали участников выставки.
- Награждён медалью К. Д. Ушинского за заслуги в области педагогических наук.
- Почётные знаки «Наставник молодёжи», «Отличник просвещения СССР», «Отличник социалистического соревнования сельского хозяйства РСФСР».
- Заслуженный учитель школы РСФСР.
- Заслуженный учитель школы Якутской АССР.
- Заслуженный работник народного хозяйства Якутской АССР.
- Почётный гражданин Республики Саха (Якутия) (2001)[1]
- Почётный гражданин Сунтарского улуса.
- В 2002 году семья Бессоновых внесена в Книгу почёта лучших семей Республики Саха (Якутия).